# Seksan Prasertkul
Seksan Prasertkul ou Seksan Prasertkoun (thaï : เสกสรรค์ ประเสริฐกุล), né en 1949, est un militant, professeur et écrivain thaïlandais. Il est auteur de poésies, de nouvelles et d'une autobiographie.
Il est aussi connu comme dirigeant étudiant de l'université Thammasat pendant la contestation sociale et étudiante des thaïlandais au mois d'octobre 1973, manifestations pour une nouvelle constitution, plus de démocratie et contre le gouvernement du dictateur militaire Thanom Kittikhachon,,,.

## Biographie
Enfant, Seksan Prasertkul grandit à Bang Kapong, un village pauvre perdu dans la mangrove. Il va à l'école des bonzes de son village pendant que sa mère se tue littéralement au travail pour qu'elle et les siens puissent un jour "vivre debout".
En 1967, âgé de 18 ans, il est admis à l'université Thammasat.
En octobre 1973, lors de la contestation sociale et étudiante qui fait chuter le régime militaire et qui permet à la société thaïlandaise de se démocratiser comme jamais auparavant, Seksan se révèle un orateur puissant et un meneur d'hommes charismatique. Mais le nouveau régime le déçoit rapidement et il se tourne alors vers le seul parti d'opposition organisé, le parti communiste thaïlandais.
À la mi-juin 1975, Seksan Prasertkul est à Paris avec deux autres militants, logés chez Marcel Barang à la demande de Pierre Rousset, cadre dirigeant de la 4e international trotskiste, dans l'attente imminente d'un départ pour les maquis thaïs dans la jungle.
De 1975 à 1980, il combat dans les maquis maoïstes
En 1980, désillusionné, Seksan accepte l'offre d’amnistie du gouvernement thaïlandais et déclare  dans une interview à l'hebdomadaire Siam Nikorn : " Je n'ai aucune confiance en aucune grande puissance, qu'elle soit capitaliste ou socialiste. Chaque grand pays socialiste ne pense avant tout qu'à lui-même et je me demande s'il existe encore des pays socialistes. "
Il se marie alors avec la poétesse, traductrice et féministe marxiste Chiranan Pitpreecha, future lauréate du prix des écrivains de l'Asie du Sud-Est (S.E.A. Write Award) en 1989. Ils partent ensuite étudier tous les deux aux États-Unis à l'université CorneIl : elle obtient un master en histoire et il obtient un doctorat en 1989. De retour en Thaïlande, ils se séparent.
Seksan Prasertkul devient professeur à l'université Thammasat et en est le doyen de la Faculté des sciences politiques de 1993 à 1995.
Il continue de militer et de lutter pour la démocratisation de la société thaïlandaise,.

## Nouvelle traduite en anglais
- A bamboo bridge over rapids, trad. Marcel Barang[14]

## Autobiographie traduite en français
Marcel Barang a aussi traduit et fait publier dix-neuf textes autobiographiques de Seksan Prasertkul écrits entre 1984 et 1996 relatant des scènes de la vie thaïlandaise et des événements politiques qui ont marqué l'après-dictature militaire à partir de 1973 :
- Vivre Debout, trad. Marcel Barang, Éditions Kergour, 1998, 284 p.  (ISBN 2-912891-34-5)

Cette autobiographie contient les textes suivants :
- Un pont de bambou sur les rapides (สะพานไผ่เหนือสายน้ําเชี่ยว /Saphan Phai Nuea Sainam Chiao) p. 13-24
- Fils de la mangrove (มาจากป่าชายเลน / Ma Chak Pa Chai Len) p. 25-34
- La Requête de mon grand-père p. 35-48
- Introduction à la démocratie (เต๋าแห่งประชาธิปไตย† / Tao Haeng Prachathippathai †) p. 49-58
- Regards en arrière p. 59-76
- L'Université de la vie (มหาวิทยาลัยชีวิต / Mahawitthayalai Chiwit) p. 77-100
- Thammasat et le 14 octobre p. 101-114
- Nuit fatidique p. 115-130
- La Guerre et l'amour (สงครามและความรัก / Songkhram Lae Khwamrak) p. 131-150
- La Jeune femme et le mainate (หญิงสาวกับลูกนกขุนทอง / Ying Sao Kap Luk Nok Khun Thong) p. 151-158
- Oncle Fai (ลุงไฟนักรบผู้เลือนหายไป / Lung Fai Nak-rop Phu Luean Hai Pai) p. 159-172
- Quand la vie change le cœur suit (ชีวิตเปลี่ยนไปหัวใจเปลี่ยนตาม / Chiwit Plian Pai Huachai Plian Tam) p. 173-180
- À travers la jungle en quête de la vraie vie (เดินป่าเสาะหาชีวิตจริง / Doen Pa So Ha Chiwit Ching) p. 181-188
- La Vie et l’écriture (ชีวิตและการเขียนหนังสือ / Chiwit Lae Kankhian Nangsue) p. 189-192
- Des traces de larmes sur les joues du temps (หยาดน้ําตาบนแผ่นแก้มของเวลา / Yat Namta Bon Phaen Kaem Khong Wela) p. 193-212
- Le Temps d'une saison chaude p. 213-226
- Dans le courant du passé p. 227-234
- Le Chant de l'univers (เพลงเอกภพ / Phleng Ekkaphop) p. 235-258
- L'Homme et le tigre (คนกับเสือ / Khon Kap Suea) p. 259-282

## Cinéma
Un film racontant la contestation sociale et étudiante d'octobre 1973 ainsi que la vie de Seksan Prasertkul et de Chiranan Pitpreecha (ou Jiranan Pitpreecha), intitulé 14 ตุลา สงครามประชาชน  (14 tula, songkram prachachon / The Moonhunter), basé sur un scénario de Seksan Prasertkul et Bhandit Rittakol, est réalisé par Bhandit Rittakol en 2001,, 